# Ferdynand Pluschk
Ferdynand Pluschk – c.k. radca Namiestnictwa, c.k. starosta złoczowski w latach 1871–1879.
Odznaczony Orderem Korony Żelaznej III klasy, kawaler Krzyża Mariańskiego Zakonu Krzyżackiego, honorowy obywatel miast Brzeżany i Złoczów.